# Edenbridge
Edenbridge é uma banda de metal sinfônico fundada em 1998 pelo guitarrista e compositor da banda Lanvall em Linz, na Áustria. Antes disso, Lanvall gravou três álbuns solo pela WMMS Records, no Japão. Na vocalista Sabine Edelsbacher e no baixista Kurt Bednarsky, Lanvall encontrou os músicos certos para iniciar sua nova banda. Certa vez, ao se apresentarem para uma gravadora, Lanvall definiu o estilo da Edenbridge como "Angelic Bombastic Metal", que segundo ele define a banda muito bem até hoje, pois o som deles é bombástico e Sabine têm uma voz angelical.

## História
No começo de 2000 depois de uma rápida negociação, a banda assina contrato com a Massacre Records. Logo em setembro foi lançado seu primeiro álbum: Sunrise In Eden, com uma boa repercussão e considerado um dos melhores álbuns de estréia daquele ano. A imprensa especializada deu ótimas notas ao Edenbridge em suas resenhas, e as vendas cresceram consideravelmente.
As suas canções poderiam ser descritas como uma mistura entre o Nightwish e o Edguy, com um toque de Dream Theater, características que poderiam ser ouvidas durante a turnê realizada em novembro de 2000 com o Axxis e o Pink Cream 69.
Um ano depois o segundo álbum: Arcana, estava pronto para ser lançado, com produção de Dennis Ward (Pink Cream 69 e Angra). A capa do álbum foi feita por Markus Meyer, responsável por trabalhos com o Nightwish, Blind Guardian e Atrocity, entre outras bandas. Arcana foi considerado uma importante obra de algo que podemos classificar como metal melódico progressivo.
Em janeiro de 2003 a banda lança mais um álbum, intitulado: Aphelion, que conta com a participação do  vocalista DC Cooper (ex-Royal Hunt, Silent Force) na faixa "Red Ball in Blue Sky", onde faz um dueto com Sabine. Os dois já tinham trabalhados juntos anteriormente no projeto Missa Mercuria, lançado pela Hellion Records.
Em 2004 a banda grava na Alemanha um CD e DVD intitulado: A Livetime in Eden, lançado um pouco antes de um novo álbum de estúdio.
Também em 2004 a banda lança um novo álbum de inéditas: Shine.
Em 2006 mais um álbum de inéditas é lançado pela banda: The Grand Design, no mesmo ano a banda assina contrato com a Napalm Records, e o primeiro álbum de estúdio pela gravadora será lançado em 2008.
Em 2007 o então baterista da banda Roland Navratil se demite, alegando "diferenças pessoais, musicais e financeiras", no início de julho do mesmo ano. O Edenbridge lança em seu site oficial uma nota dando boas vindas aos novos integrantes da banda, Sebastian Lanser substituto de Roland Navratil na bateria e Robert Schoenleitner na guitarra. Robert já tinha tocado com a banda na última turnê até então, pela Inglaterra e Ásia.
Com isto o Edenbridge conta novamente com cinco integrantes após cinco anos como um quarteto. Em 1 de junho de 2007: The Chronicles of Eden, uma compilação dupla de raridades é lançada. As músicas contidas foram escolhidas pelos próprios fãs da banda através de votação no site oficial do Edenbridge, além disso, também conta com singles da banda e algumas músicas inéditas escritas especialmente para o disco.
Em abril de 2008 o Edenbridge lança seu sexto álbum de inéditas: MyEarthDream, o álbum conta com a Czech Film Orchestra (compreendendo 65 músicos da Orquestra Filarmônica de Praga e Orquestra de Ópera Tcheca) com arranjos de Enrique Ugarte.
Em 13 de novembro de 2008, o Edenbridge anunciou a saída de seu baixista até então Frank Bindig. Em um comunicado oficial a imprensa, a banda afirmou que "... Frank Bindig decidiu deixar o Edenbridge, devido aos seus outros projetos. O Edenbridge deseja a Frank tudo de melhor para o futuro".
Em abril de 2009, a banda anunciou Simon Holzknecht como seu novo baixista e Dominik Sebastian como novo guitarrista. Alguns dias depois, em 4 de maio de 2009, o Edenbridge lançava seu álbum ao vivo: LiveEarthDream, que foi gravado em vários concertos em 2008. Limitado a 1.000 cópias, só poderia ser encomendado exclusivamente através de sua fanshop no site oficial da banda. A banda também anunciou o título de seu sétimo álbum de inéditas: Solitaire, este que foi lançado em 2 de julho de 2010. Solitaire não entrou nas paradas da Áustria, mas atingiu o pico na posição 95 na Alemanha.
Em fevereiro de 2010 o Edenbridge anunciou que o baixista Simon Holzknecht tinha deixado a banda por motivos pessoais.
No início de 2012, o Edenbridge atualizou seu site oficial pela primeira vez em quase um ano, citando razões pessoais para o hiato recente da banda. Também foi anunciado que a banda estava trabalhando em um novo álbum para ser lançado em 2012. Em 2012, a banda também ofereceu a oportunidade para os fãs ajudarem a promover as gravações da orquestra do novo álbum, pois isso poderia se tornar muito caro. A partir do final de 2012, toda a orquestra e gravação de bateria foram concluídos.
Em 2013 o Edenbridge assina um novo contrato mundial com a empresa alemã SPV/Steamhammer. Em junho de 2013 a banda lança seu oitavo álbum de inéditas: The Bonding, que conta com a participação da Orquestra Klangvereinigung de Viena sob a direção de Georg Luksch, segundo comentário de Lanvall: "'The Bonding' é a ligação do bebê com a mãe logo após o nascimento, bem como uma conexão maior, no sentido principal." A faixa-título de 15 minutos, traz um dueto memorável entre Sabine Edelsbacher e Erik Martensson (WET, Eclipse).
Em 25 de outubro de 2019 foi lançado pela Steamhammer/SPV o décimo álbum de estúdio, Dynamind.

## Integrantes
- Sabine Edelsbacher - (vocal)
- Lanvall - (teclado e guitarra)
- Wolfgang Rothbauer - (baixo)
- Max Pointner - (bateria)
- Dominik Sebastian - (guitarra)

### Ex-membros
- Roland Navratil - (bateria) (1998 até 2007)
- Kurt Bednarsky - (baixo) (1998 até 2002)
- Frank Bindig - (baixo) (2004 até 2008)
- Andreas Eibler - (guitarra) (2001 até 2004)
- Robert Schoenleitner - (guitarra) (2006 até 2008)
- Sebastian Lanser - (bateria) (2007 até 2008)
- Simon Holzknecht - (baixo) (2009 até 2010)
- Stefan Model - (baixo) (2003)
- Mike Koren - (baixo) (2004)

## Discografia

### Álbuns de estúdio
- Sunrise in Eden (2000)
- Arcana (2001)
- Aphelion (2003)
- Shine (2004)
- The Grand Design (2006)
- My Earth Dream (2008)
- Solitaire (2010)
- The Bonding (2013)
- The Great Momentum (2017)

### Álbuns Ao Vivo
- A Livetime in Eden (2004)
- Live Earth Dream (2009)

### Compactos
- "Shine" (2004)
- "Four Your Eyes Only" (2006)

### Compilações
- The Chronicles of Eden (2007)

## Videografia
- A Livetime in Eden (2004)